# FIS Marathon Cup 2014/2015
Sezon 2014/2015 FIS Marathon Cup rozpoczął się 12 grudnia 2014 roku we włoskim Livigno, a zakończył 11 kwietnia 2015 roku w rosyjskim Chanty-Mansijsku. Sezon składał się z 9 startów.
W poprzednim sezonie tego cyklu najlepsi byli wśród kobiet Finka Riitta-Liisa Roponen i wśród mężczyzn Niemiec Tom Reichelt. W tym sezonie najlepsi okazali się Estonka Tatjana Mannima oraz Czech Petr Novák.

## Kalendarz i wyniki

### Mężczyźni
| Lp | Data             | Zawody                              | Dystans             | 1. miejsce          | 2. miejsce                   | 3. miejsce         |
| -- | ---------------- | ----------------------------------- | ------------------- | ------------------- | ---------------------------- | ------------------ |
| 1. | 12 grudnia 2014  | Livigno - La Sgambeda               | 42 km s. dowolnym   | Benoît Chauvet      | Petr Novák                   | Robin Duvillard    |
| 2. | 18 stycznia 2015 | Lienz - Dolomitenlauf               | 42 km s. dowolnym   | Toni Livers         | Petr Novák                   | Adrien Mougel      |
| 3. | 25 stycznia 2015 | Val di Fiemme - Marcialonga         | 57 km s. klasycznym | Tord Asle Gjerdalen | Anders Aukland               | Øystein Pettersen  |
| 4. | 7 lutego 2015    | Lamoura - Transjurassienne          | 56 km s. klasycznym | Stanislav Řezáč     | Petr Novák                   | Jean-Marc Gaillard |
| 5. | 15 lutego 2015   | Otepää - Tartu Maraton              | 63 km s. klasycznym | Eldar Rønning       | Audun Laugaland              | Martti Himma       |
| 6. | 21 lutego 2015   | Hayward - American Birkebeiner      | 50 km s. dowolnym   | Sergio Bonaldi      | Christophe Perrillat Collomb | Benoît Chauvet     |
| 7. | 28 lutego 2015   | Szklarska Poręba - Bieg Piastów     | 50 km s. klasycznym | Petr Novák          | Stanislav Řezáč              | Benoît Chauvet     |
| 8. | 8 marca 2015     | Samedan - Engadin Skimarathon       | 42 km s. dowolnym   | Ilja Czernousow     | Robin Duvillard              | Roman Furger       |
| 9. | 11 kwietnia 2015 | Chanty-Mansijsk - Ugra Ski Marathon | 30 km s. dowolnym   | Toni Livers         | Alaksiej Iwanou              | Jewgienij Biełow   |

### Kobiety
| Lp | Data             | Zawody                              | Dystans             | 1. miejsce           | 2. miejsce                 | 3. miejsce                 |
| -- | ---------------- | ----------------------------------- | ------------------- | -------------------- | -------------------------- | -------------------------- |
| 1. | 12 grudnia 2014  | Livigno - La Sgambeda               | 42 km s. dowolnym   | Riitta-Liisa Roponen | Holly Brooks               | Kaciaryna Rudakowa         |
| 2. | 18 stycznia 2015 | Lienz - Dolomitenlauf               | 42 km s. dowolnym   | Holly Brooks         | Aurélie Dabudyk            | Antonella Confortola Wyatt |
| 3. | 25 stycznia 2015 | Val di Fiemme - Marcialonga         | 57 km s. klasycznym | Kateřina Smutná      | Laila Kveli                | Seraina Boner              |
| 4. | 7 lutego 2015    | Lamoura - Transjurassienne          | 56 km s. klasycznym | Tatjana Mannima      | Holly Brooks               | Aurélie Dabudyk            |
| 5. | 15 lutego 2015   | Otepää - Tartu Maraton              | 63 km s. klasycznym | Tatjana Mannima      | Antonella Confortola Wyatt | Triin Ojaste               |
| 6. | 21 lutego 2015   | Hayward - American Birkebeiner      | 50 km s. dowolnym   | Holly Brooks         | Aurélie Dabudyk            | Tatjana Mannima            |
| 7. | 28 lutego 2015   | Szklarska Poręba - Bieg Piastów     | 50 km s. klasycznym | Tatjana Mannima      | Klára Moravcová            | Aurélie Dabudyk            |
| 8. | 8 marca 2015     | Samedan - Engadin Skimarathon       | 42 km s. dowolnym   | Anouk Faivre Picon   | Riitta-Liisa Roponen       | Caitlin Gregg              |
| 9. | 11 kwietnia 2015 | Chanty-Mansijsk - Ugra Ski Marathon | 30 km s. dowolnym   | Kaciaryna Rudakowa   | Aurélie Dabudyk            | Antonella Confortola Wyatt |

## Klasyfikacje
| Lp. | Zawodnik                   | Punkty |
| --- | -------------------------- | ------ |
| 1.  | Tatjana Mannima            | 496    |
| 2.  | Aurélie Dabudyk            | 484    |
| 3.  | Holly Brooks               | 481    |
| 4.  | Antonella Confortola Wyatt | 312    |
| 5.  | Riitta-Liisa Roponen       | 180    |
| 6.  | Kaciaryna Rudakowa         | 160    |
| 7.  | Anouk Faivre Picon         | 100    |
| =   | Katerina Smutna            | 100    |
| 9.  | Klára Moravcová            | 80     |
| =   | Laila Kveli                | 80     |
| 11. | Caitlin Gregg              | 60     |
| =   | Triin Ojaste               | 60     |
| =   | Seraina Boner              | 60     |

| Lp. | Zawodnik                     | Punkty |
| --- | ---------------------------- | ------ |
| 1.  | Petr Novák                   | 442    |
| 2.  | Benoît Chauvet               | 392    |
| 3.  | Toni Livers                  | 268    |
| 4.  | Sergio Bonaldi               | 241    |
| =   | Adrien Mougel                | 241    |
| 6.  | Christophe Perrillat Collomb | 209    |
| 7.  | Alaksiej Iwanou              | 195    |
| 8.  | Stanislav Řezáč              | 193    |
| 9.  | Mathias Wibault              | 176    |
| 10. | Robin Duvillard              | 140    |
| =   | Jean-Marc Gaillard           | 140    |
| 12. | Bastien Poirrier             | 124    |
| 13. | Simone Paredi                | 110    |
| 14. | Ilja Czernousow              | 100    |
| =   | Eldar Rønning                | 100    |
| =   | Tord Asle Gjerdalen          | 100    |